# Huanuni (Chayanta)
Huanuni ist eine Ortschaft im Departamento Potosí im südamerikanischen Andenstaat Bolivien.

## Lage im Nahraum
Huanuni liegt in der Provinz Rafael Bustillo und ist eine Ortschaft im Ayllu Phanacachi im Municipio Chayanta. Huanuni liegt auf einer Höhe von 3578 m in einem der Hochtäler der Cordillera Azanaques. Der Ort liegt am rechten, östlichen Ufer der Quebrada Cala Cala, die in den Río Huana Uma und von dort in den Río Chayanta fließt, der weiter flussabwärts als Río San Pedro in den Río Grande mündet.

## Geographie
Huanuni liegt östlich des bolivianischen Altiplano im nördlichen Abschnitt der Cordillera Central. Die Vegetation ist die der Puna, das Klima ein typisches Tageszeitenklima, bei dem die täglichen Temperaturschwankungen größer sind als die jahreszeitlichen Schwankungen.
Die mittlere Jahresdurchschnittstemperatur der Region liegt bei 9 °C, die Monatsdurchschnittswerte schwanken zwischen knapp 5 °C im Juni/Juli und 11 °C von November bis März (siehe Klimadiagramm Uncía). Der Jahresniederschlag beträgt 370 mm und fällt vor allem in den Sommermonaten, die aride Zeit mit Monatswerten von maximal 10 mm dauert von April bis Oktober.

## Verkehrsnetz
Huanuni liegt in einer Entfernung von 179 Straßenkilometern südöstlich von Oruro, der Hauptstadt des benachbarten Departamento Oruro.
Von Oruro führt die asphaltierte Nationalstraße Ruta 1 in südlicher Richtung 22 Kilometer über Vinto nach Machacamarquita, acht Kilometer nördlich von Machacamarca gelegen. In Machacamarquita zweigt die Ruta 6 in südöstlicher Richtung ab und erreicht über Huanuni und über Passhöhen von mehr als 4500 m nach 79 Kilometern die Stadt Llallagua. Von dort führt die Ruta 6 weitere sieben Kilometer in die Provinzhauptstadt Uncía. Hier zweigt eine unbefestigte Landstraße nach Osten ab, erreicht nach 17 Kilometern Chayanta und führt weiter in nordöstlicher Richtung über Irupata nach Colloma.
Nordöstlich von Irupata erklimmt die Serpentinenstraße Richtung Colloma den nach Südosten verlaufenden Höhenrücken bis auf 4000 Meter Höhe. Drei Kilometer oberhalb von Irupata zweigt dann eine Landstraße nach Norden ab, verläuft zehn Kilometer auf dem Höhenrücken von Irupata östlich des Río Chayanta, und verlässt dann diesen Höhenrücken in nordöstlicher Richtung und erreicht nach weiteren drei Kilometern Huanuni.

## Bevölkerung
Die Einwohnerzahl des Ortes ist in dem Jahrzehnt zwischen den beiden letzten Volkszählungen um etwa ein Zehntel angestiegen:
| Jahr | Einwohner         | Quelle       |
| ---- | ----------------- | ------------ |
| 1992 | keine Detaildaten | Volkszählung |
| 2001 | 223               | Volkszählung |
| 2012 | 246               | Volkszählung |
| 2024 |                   | Volkszählung |

Die Region weist einen deutlichen Anteil an Quechua-Bevölkerung auf, im Municipio Chayanta sprechen 95,5 Prozent der Bevölkerung Quechua.